# Music - Songs from and Inspired by the Motion Picture
| Recensione | Giudizio |
| ---------- | -------- |
| NME        |          |

Music - Songs from and Inspired by the Motion Picture è un album in studio della cantante australiana Sia, pubblicato il 12 febbraio 2021.

## Descrizione
L'album è stato utilizzato anche come colonna sonora di accompagnamento all'omonimo film, diretto e scritto dalla stessa Sia e distribuito per la prima volta il 7 gennaio 2021 in Australia.

## Tracce
1. Together – 3:25 (Sia Furler, Jack Antonoff)
2. Hey Boy – 2:29 (Sia Furler, Kamille, Jesse Shatkin)
3. Saved My Life – 3:55 (Sia Furler, Dua Lipa, Greg Kurstin)
4. Floating Through Space (feat. David Guetta) – 2:57 (Sia Furler, Greg Kurstin)
5. Eye To Eye – 4:19 (Sia Furler, Jesse Shatkin)
6. Music – 4:58 (Sia Furler, Christopher Braide)
7. 1+1 – 2:58 (Sia Furler, Jesse Shatkin)
8. Courage to Change – 4:52 (Sia Furler, Alecia Moore, Greg Kurstin)
9. Play Dumb – 3:03 (Sia Furler, Jack Antonoff)
10. Beautiful Things Can Happen – 2:50 (Sia Furler, Matt Corby)
11. Lie To Me – 3:03 (Sia Furler, Jesse Shatkin)
12. Oblivion (feat. Labrinth) – 4:14 (Sia Furler, Timothy McKenzie)
13. Miracle – 3:18 (Sia Furler, Jesse Shatkin)
14. Hey Boy (feat. Burna Boy) – 3:01 (Sia Furler, Kamille, Jesse Shatkin, Damini Ebunoluwa Ogulu)

## Successo commerciale
Nella classifica giapponese delle vendite fisiche e digitali Music - Songs from and Inspired by the Motion Picture ha esordito al 45º posto con 1 220 esemplari.

## Classifiche

### Classifiche settimanali
| Classifica (2021) | Posizione massima |
| ----------------- | ----------------- |
| Australia         | 12                |
| Austria           | 49                |
| Belgio (Fiandre)  | 111               |
| Belgio (Vallonia) | 22                |
| Canada            | 88                |
| Francia           | 29                |
| Germania          | 28                |
| Lituania          | 69                |
| Norvegia          | 20                |
| Paesi Bassi       | 15                |
| Polonia           | 50                |
| Regno Unito       | 90                |
| Repubblica Ceca   | 72                |
| Slovacchia        | 69                |
| Spagna            | 45                |
| Svizzera          | 5                 |
| Ungheria          | 30                |

### Classifiche di fine anno
| Classifica (2021) | Posizione |
| ----------------- | --------- |
| Francia           | 160       |
| Paesi Bassi       | 82        |